# God Sleeps in Rwanda
Pour plus de détails, voir Fiche technique et Distribution.

God Sleeps in Rwanda est un court métrage documentaire américain de 2005 écrit et réalisé par Kimberlee Acquaro (en) et Stacy Sherman et dont le sujet est cinq femmes affectées par le génocide rwandais.

## Liminaire
La narratrice du film est l'actrice Rosario Dawson.
God Sleeps in Rwanda a été diffusé dans la série documentaire Cinemax Reel Life de Cinemax.

## Prix, nominations et récompenses
Le 31 janvier 2006, le film a été nommé pour l'Academy Award du meilleur court métrage documentaire, mais c'est A Note of Triumph: The Golden Age of Norman Corwin qui a remporté l'Oscar.
Il a remporté un Emmy Award du meilleur documentaire en 2007,.